# Piet Rietveld
Peter (Piet) Piet Rietveld (Berkel en Rodenrijs, 15 december 1952 – Amstelveen, 1 november 2013) was een Nederlandse hoogleraar en vervoerseconoom.

## Levensloop
Rietveld groeide op in Gereformeerd Vrijgemaakt gezin. Hij ging in 1970 Econometrie studeren in Rotterdam. Na deze studie Cum Laude te hebben afgerond vervolgde hij zijn wetenschappelijke carrière aan de Vrije Universiteit Amsterdam. Daar promoveerde hij 1980 bij Peter Nijkamp. Hij specialiseerde zich in regionale economische ontwikkeling en modellering.
De verkeerseconoom werkte aan universiteiten in Indonesië en Oostenrijk voordat hij in 1990 benoemd werd tot hoogleraar verkeerseconomie aan de VU. In 1999 kreeg Rietveld de Dr. Hendrik Muller Prijs. Sinds 2002 was hij hoofd van de afdeling Ruimtelijke Economie. Rietveld was een van Nederlands belangrijkste verkeerseconomen en was een van de in wetenschappelijke publicaties meest geciteerde Nederlandse economen.. Hij deed onder andere onderzoek naar de economie van het openbaar vervoer en de effecten van infrastructuurverbeteringen op de regionale economie.
Rietveld nam regelmatig in de media deel aan maatschappelijke discussies. Zo richtte hij de actiegroep Economen voor Rekeningrijden op, omdat een kilometerheffing economische voordelen zou opleveren.
De hoogleraar was ook politiek actief. Zo stond hij in 2006 als voorzitter van de kiesvereniging van de ChristenUnie Amstelveen aan de basis van de eerste verkiezingsdeelname van de ChristenUnie. Daarbij behaalde de partij één zetel.

## Persoonlijk
Rietkerk was getrouwd. Samen met zijn vrouw had hij drie kinderen. Hij was lid van de Stadshartkerk. Een aantal weken voor zijn overlijden werd er bij Rietveld alvleesklierkanker aangetroffen. Aan de gevolgen daarvan overleed hij.
- Bibliothèque nationale de France: cb13758014f (data)
- Gemeinsame Normdatei: 120221241
- International Standard Name Identifier: 0000 0001 0933 9578
- Library of Congress Control Number: n79062145
- NARCIS: PRS1239180
- Nationale Bibliotheek van Tsjechië: vse2009498932
- Nationale Bibliotheek van Israël: 987007280413205171
- Nederlandse Thesaurus van Auteursnamen: 068323506
- Système universitaire de documentation: 087640481
- Virtual International Authority File: 109958523
- WorldCat: E39PBJqqx4g74jHYrpDTxtvyh3